# Дубовица (Ивано-Франковская область)
Дубовица (укр. Дубовиця) — село в Войниловской поселковой общине Калушского района Ивано-Франковской области Украины.
Население по переписи 2001 года составляло 451 человек. Занимает площадь 8,27 км². Почтовый индекс — 77312. Телефонный код — 03472.